# Mathieu Jacques
Mathieu Joseph Ghislain Jacques (Sovet, 22 augustus 1903 - 21 februari 1980) was een Belgisch volksvertegenwoordiger.

## Levensloop
Jacques was landbouwer.
In 1949 werd hij verkozen tot PSC-volksvertegenwoordiger voor het arrondissement Dinant-Philippeville en vervulde dit mandaat tot in 1965.